# Рекс (мультфільм)
«Рекс» (в оригіналі — Рексьо, пол. Reksio) — польський мультиплікаційний серіал для дітей, головним героєм є пес Рекс. Автор перших випусків — польський режисер Лехослав Маршалек, композитор — Зенон Коваловський. Усього створено 65 епізодів з 1967 по 1988 роки. Сюжет описує пригоди пса Рекса та його друзів — інших домашніх тварин. Мультфільм створено на Польській анімаційній студії, яка знаходиться в місті Бельсько-Бяла.
Популярність серіалу зробила крок далеко за межі Польщі, пес Рекс став відомий і улюблений у багатьох країнах соціалістичної співдружності, у тому числі в СРСР
Серіал в даний час транслюється на телебаченні на різних каналах.

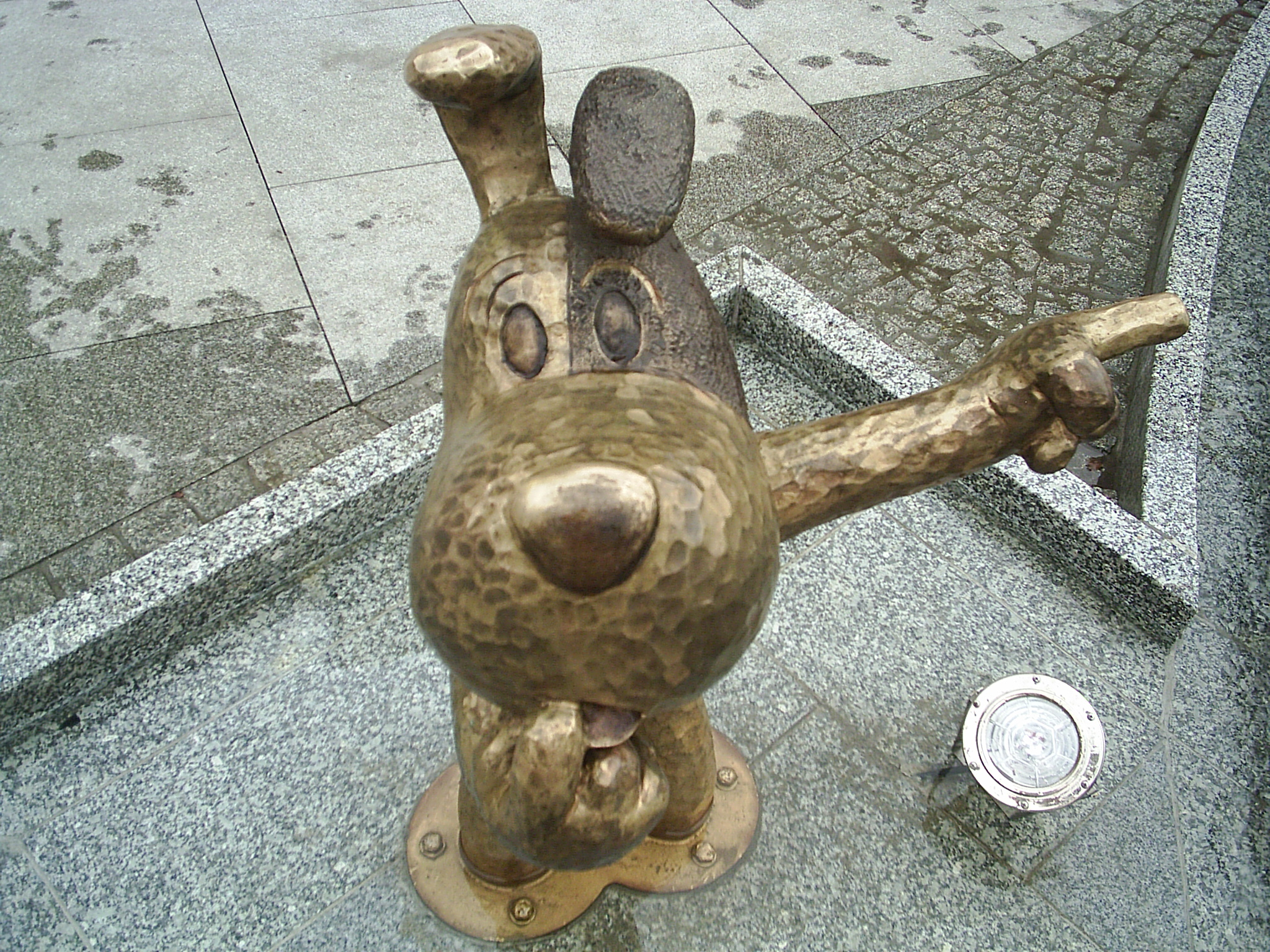
Пам'ятник мультиплікаційному герою Рексу в Бельсько-Бялі (2009)

## Список епізодів
1. Рекс-поліглот
2. Рекс-мрійник
3. Рекс-вихователь
4. Рекс-захисник
5. Рекс-благодійник
6. Рекс-домосід
7. Рекс-пожежник
8. Рекс-спортсмен
9. Рекс-альпініст
10. Рекс-мандрівник
11. Рекс-актор
12. Рекс-телеглядач
13. Рекс-космонавт
14. Рекс-фокусник
15. Рекс-санітар
16. Рекс-раціоналізатор
17. Рекс-жертва стихії
18. Рекс-художник
19. Рекс-шукач
20. Рекс-рятувальник
21. Рекс-детектив
22. Рекс-чистюля
23. Рекс-приборкувач
24. Рекс-моряк
25. Рекс-медаліст
26. Рекс-миротворець
27. Рекс-сват
28. Рекс-робінзон
29. Рекс-Утішитель
30. Рекс-співак
31. Рекс-садівник
32. Рекс-дантист
33. Рекс-компаньйон
34. Рекс-наставник
35. Рекс-провідник
36. Рекс спритний
37. Рекс-господар
38. Рекс і такса
39. Рекс-терапевт
40. Рекс восени
41. Рекс-композитор
42. Рекс і НЛО
43. Рекс ремонтує
44. Рекс навесні
45. Рекс-ковзаняр
46. Рекс взимку
47. Рекс і ворона
48. Рекс і півні
49. Рекс і курка-несучка
50. Рекс і цвіркун
51. Рекс і сорока
52. Рекс і мурахи

Цикл Рекс і птахи:
1. Рекс і Лелека
2. Рекс і папуга
3. Рекс і голуб
4. Рекс і шпаки
5. Рекс і галки
6. Рекс і гусак
7. Рекс і ворон
8. Рекс і пелікан
9. Рекс і павич
10. Рекс і дрізд
11. Рекс і дятел
12. Рекс і сова
13. Рекс і зозуля

## Історія створення
Задум серіалу виник у 1967 році, коли Лехослав Маршалек відмовився від створення подальших епізодів «Болека і Льолека». Маршалек був противником зображення дітей, які граються з вогнепальною зброєю, а анімаційна студія планувала епізоди про цих персонажів на Дикому Заході в образі ковбоїв. Маршалека надихнула його собака Трола породи жорсткошерстий фокстер’єр. Потім був створений короткометражний анімаційний фільм під назвою «Рекс-поліглот», який отримав «Золотого солов’я» в Тегерані. Успіх анімації призвів до того, що вона була розширена до серіалу.
Усі епізоди, створені до 1971 року, написані Маршалеком. Пізніше були створені наступниками. Загалом вийшло 65 епізодів мультсеріалу.